# The Adventures of Bullwhip Griffin
The Adventures of Bullwhip Griffin é um filme de aventura estadunidense de 1967, dirigido por James Neilson para a Walt Disney Productions. O roteiro é baseado no livro By the Great Horn Spoon de Sid Fleischman e em algumas cenas foram inseridas animações produzidas por Ward Kimball.

## Elenco
- Roddy McDowall...Bullwhip Griffin
- Suzanne Pleshette...Arabella Flagg
- Karl Malden...Juiz Higgins
- Harry Guardino...Sam Trimble
- Bryan Russel...Jack Flagg
- Richard Haydn...Quentin Bartlett
- Hermione Baddeley...Senhora Irene Chesney
- Mike Mazurki...Ox
- Alan Carney...Joe Turner
- Parley Baer...Chefe da Execução
- Arthur Hunnicutt
- Dub Taylor

## Sinopse
Em 1849, os irmãos Arabella e o menino de 12 anos Jack Flagg moram numa grande casa em Boston, assistidos por muitos criados inclusive o fiel e jovem mordomo Griffin. Após o falecimento de seu avô, os irmãos descobrem que estavam falidos e deverão deixar a casa. Jack, que gostava de ler histórias sobre o Oeste, resolve fugir para a Califórnia para participar da Corrida do Ouro e embarca clandestinamente num navio, quando fica amigo do senhor Bartlett que diz ter um mapa de um rico veio de ouro e estava escondido por temer os ladrões. Quem sabe do mapa e quer roubá-lo é o trapaceiro mestre dos disfarces que se apresenta como Juiz Higgins que também embarcou no navio. Ao saber da fuga de Jack, Griffin vai atrás dele para trazê-lo de volta, mas acaba sendo desacordado por Bartlett que o toma por um ladrão. Ele volta a si em alto-mar, não tendo alternativa senão prosseguir viagem até São Francisco onde se verá constantemente envolvido nos golpes de Higgins, reencontrará Arabella trabalhando como dançarina no saloon do vigarista Sam Trimble, lutará contra o brutamontes Ox e finalmente se tornará uma lenda do Oeste, o "Bullwhip Griffin".

## Quadrinhos
Como era comum nas produções Disney, o filme foi adaptado para os quadrinhos com desenhos de Dan Spiegle. No Brasil, a aventura foi publicada na revista Almanaque do Tio Patinhas, número 38 de setembro de 1968, com o título de "Chicote Griffin" 